# Eastern Professional Basketball League 1963-1964
La stagione EPBL 1963-64 fu la 18ª della Eastern Professional Basketball League. Parteciparono 8 squadre in un unico girone.
Rispetto alla stagione precedente si aggiunsero i Wilmington Blue Bombers.

## Squadre partecipanti
- Allentown Jets
- Camden Bullets
- Scranton Miners
- Sunbury Mercuries
- Trenton Colonials
- Wilkes-B. Barons
- Williamsport Billies
- Wilmington B.B.

## Classifica
| Squadra                 | V  | P  | %    | GB |
| ----------------------- | -- | -- | ---- | -- |
| Allentown Jets          | 21 | 7  | 75,0 | -  |
| Camden Bullets          | 21 | 7  | 75,0 | -  |
| Scranton Miners         | 19 | 9  | 67,9 | 2  |
| Trenton Colonials       | 16 | 12 | 57,1 | 5  |
| Wilkes-Barre Barons     | 10 | 18 | 35,7 | 11 |
| Sunbury Mercuries       | 9  | 17 | 34,6 | 11 |
| Williamsport Billies    | 7  | 19 | 26,9 | 13 |
| Wilmington Blue Bombers | 7  | 21 | 25,0 | 14 |

## Play-off

### Semifinali
|  | Allentown Jets | 142 – 137 | Trenton Colonials |  |

|  | Trenton Colonials | 121 – 116 | Allentown Jets |  |

|  | Trenton Colonials | 124 – 120 | Allentown Jets |  |

|  | Camden Bullets | 132 – 120 | Scranton Miners |  |

|  | Scranton Miners | 123 – 105 | Camden Bullets |  |

|  | Camden Bullets | 131 – 125 | Scranton Miners |  |

### Finale
|  | Camden Bullets | 131 – 125 | Trenton Colonials |  |

|  | Camden Bullets | 145 – 138 | Trenton Colonials |  |

### Tabellone
|  | Semifinali | Semifinali | Semifinali |        |         | Finale  | Finale | Finale |  |
|  |            |            |            |        |         |         |        |        |  |
|  | 1          | Allentown  | 1          |        |         |         |        |        |  |
|  | 1          | Allentown  | 1          |        |         |         |        |        |  |
|  | 4          | Trenton    | 2          |        |         |         |        |        |  |
|  | 4          | Trenton    | 2          |        | Trenton | Trenton | 0      |        |  |
|  |            |            |            |        | Trenton | Trenton | 0      |        |  |
|  |            |            | Camden     | Camden | 2       |         |        |        |  |
|  | 3          | Scranton   | Camden     | Camden | 2       | 1       |        |        |  |
|  | 3          | Scranton   |            |        |         |         |        |        |  |
|  | 2          | Camden     | 2          |        |         |         |        |        |  |

## Vincitore
| Campione EPBL 1964         |
| -------------------------- |
| Camden Bullets (2º titolo) |

## Premi EPBL
- EPBL Most Valuable Player: Andy Johnson, Allentown Jets
- EPBL Rookie of the Year: Ken Rohloff, Sunbury Mercuries